# Medovene
Medovene (Bulgaars: Медовене) is een dorp in het noordoosten van Bulgarije, gelegen in de gemeente Koebrat in de oblast Razgrad. Het dorp ligt ongeveer 27 km ten noorden van Razgrad en 285 km ten noordoosten van de hoofdstad Sofia.

## Bevolking
Op 31 december 2020 telde het dorp Medovene 311 inwoners. Het aantal inwoners vertoont al tientallen jaren een dalende trend: in 1956 woonden er nog 955 personen in het dorp.
| Bevolkingsontwikkeling van Medovene tussen 1934 en 2020 |
| ------------------------------------------------------- |
|                                                         |
| ■ Volkstellingen ■ Schatting                            |

In het dorp vormen etnische Turken een absolute meerderheid, gevolgd door een grote Bulgaarse minderheid. In februari 2011 identificeerden 199 van de 342 ondervraagden zichzelf als etnische Turken, oftewel 58% van alle ondervraagden. 96 personen noemden zichzelf Bulgaren (28%), terwijl 13 personen zichzelf Roma noemden (4%).
| Etnische samenstelling van de respondenten (2011) | Etnische samenstelling van de respondenten (2011) | Etnische samenstelling van de respondenten (2011) | Etnische samenstelling van de respondenten (2011) | Etnische samenstelling van de respondenten (2011) |
| ------------------------------------------------- | ------------------------------------------------- | ------------------------------------------------- | ------------------------------------------------- | ------------------------------------------------- |
|                                                   |                                                   |                                                   |                                                   |                                                   |
| Bulgaren                                          | Bulgaren                                          |                                                   | 28,1%                                             | 28,1%                                             |
| Turken                                            | Turken                                            |                                                   | 58,2%                                             | 58,2%                                             |
| Roma                                              | Roma                                              |                                                   | 3,8%                                              | 3,8%                                              |
| Anders/Onbekend                                   | Anders/Onbekend                                   |                                                   | 9,9%                                              | 9,9%                                              |

Belovets - Bisertsi - Bozjoerovo - Goritsjevo - Kamenovo - Koebrat - Madrevo - Medovene - Ravno - Savin - Seslav - Sevar - Terter - Totsjilari - Joeper - Zadroega - Zvanartsi